# 140 f.Kr.

## Händelser

### Efter plats

#### Egypten
- Scipio Aemilianus leder en grupp romerska ambassadörer till Alexandria, där de träffar Egyptens farao Ptolemaios VIII.

#### Judeen
- Simon Mackabaios kröns till kung av Judeen.

#### Asien
- Han Wudi blir kejsare av Kina.

## Födda
- Lucius Licinius Crassus, romersk konsul